# Bob McCarron
Robert „Bob“ McCarron, OAM (* Juli 1950 in Hammersmith, London, England) ist ein australischer Spezialeffektkünstler, Maskenbildner und ausgebildeter Paramedic. Im deutschsprachigen Raum ist er vor allem als „Dr. Bob“ aus der RTL-Fernsehshow Ich bin ein Star – Holt mich hier raus! bekannt.

## Leben
McCarron begann seine Karriere als Filmschaffender 1977 als Maskenbildner bei einem in Australien produzierten Special der Benny-Hill-Show. Zwei Jahre wirkte er an den Spezialeffekten des Filmdramas Just Out of Reach mit Sam Neill in der Hauptrolle mit. Sein nächster Film war George Millers Mad Max II – Der Vollstrecker. Er arbeitete in den 1980er Jahren für viele namhafte australische Filmregisseure wie Phillip Noyce und Peter Weir. 1992 stellte er als Maskenbildner Prothesen für Peter Jacksons Horrorfilm Braindead her, im Jahr darauf überwachte er am mit drei Oscars ausgezeichneten britischen Filmdrama Das Piano diesen Bereich des Maskenbildes. 1999 wirkte er als Spezialeffekt-Maskenbildner am mit vier Oscars prämierten US-amerikanischen Actionfilm Matrix mit. McCarron wurde zweimal auf dem Catalonian International Film Festival für seine Spezialeffekte ausgezeichnet und erhielt für Braindead und Matrix jeweils eine Nominierung für den Saturn Award.
Im Jahr 2000 war McCarron medizinischer Leiter der Eröffnungs- und Abschlussfeier bei den Olympischen Sommerspielen 2000 in Sydney. Seit 2004 wirkt der Wildbiologe und Paramedic mit Abschlüssen in Krankenpflege und Notfallmedizin an der Fernsehshow Ich bin ein Star – Holt mich hier raus! beziehungsweise deren britischen Originalversion I’m a Celebrity … Get Me Out of Here! (2002–2021) mit.
2020 und 2023 hatte McCarron auf RTL seine eigene Sendung Dr. Bob‘s Australien, in welcher er 2020 Evelyn Burdecki und Thorsten Legat und 2023 Filip Pavlović und Prince Damien schöne und interessante Plätze Australiens zeigte. 2021 wirkte er an der Reality-Show Ich bin ein Star – Die große Dschungelshow mit.
McCarron ist mit seiner Frau Annette Miles seit 2005 liiert und seit 2013 verheiratet. Aus erster Ehe hat er zwei Kinder.

## Ehrungen
Im Jahr 2004 erhielt er die Medal of the Order of Australia.

## Filme
- 1979: Just out of Reach
- 1981: Bad Blood
- 1981: Mad Max II – Der Vollstrecker (Mad Max 2: Road Warrior )
- 1982: Ein Jahr in der Hölle (The Year of Living Dangerously)
- 1982: Heatwave
- 1984: Razorback – Kampfkoloß der Hölle (Razorback)
- 1985: Bliss
- 1985: Mad Max – Jenseits der Donnerkuppel (Mad Max Beyond Thunderdome)
- 1986: Cassandra – Omen des Todes (Cassandra)
- 1987: Les Patterson rettet die Welt (Les Patterson Saves the World)
- 1987: Wolfmen (The Howling III)
- 1989: Die Jugger – Kampf der Besten (The Blood of Heroes)
- 1992: Braindead
- 1993: Das Piano (The Piano)
- 1993: Body Melt
- 1994: Flucht aus Absolom (No Escape)
- 1999: Matrix (The Matrix)
- 2000: Vertical Limit
- 2000: Chopper
- 2002: Königin der Verdammten (Queen of the Damned)
- 2003: George of the Jungle 2
- 2008: The Black Ballon

## TV
- 1977: Benny Hill Down Under, ITV & Network Ten
- 2002–2021: I’m a Celebrity…Get Me Out of Here!, ABC
- seit 2004: Ich bin ein Star – Holt mich hier raus!, RTL
- 2015: Ich bin ein Star – Lasst mich wieder rein!, RTL
- 2020, 2023: Dr. Bob’s Australien, RTL
- 2021: Ich bin ein Star – Die große Dschungelshow, RTL
- 2022: Ich bin ein Star – Die Stunde danach, RTL
- 2024: Ich bin ein Star – Showdown der Dschungel-Legenden, RTL

## Auszeichnungen
- 1983: Caixa de Catalunya für The Return of Captain Invincible
- 1992: Catalonian International Film Festival: Best Special Effects für Braindead
- 1993: Saturn-Award-Nominierung für Braindead
- 2000: Saturn-Award-Nominierung für Matrix